# ルームシュプリンゲ
ルームシュプリンゲ (ドイツ語: Rhumspringe) は、ドイツ連邦共和国ニーダーザクセン州ゲッティンゲン郡に属す町村（以下、本項では便宜上「町」と記述する）で、ギーボルデハウゼンを本部所在地とするザムトゲマインデ・ギーボルデハウゼンを構成する町村の一つである。

## 地理

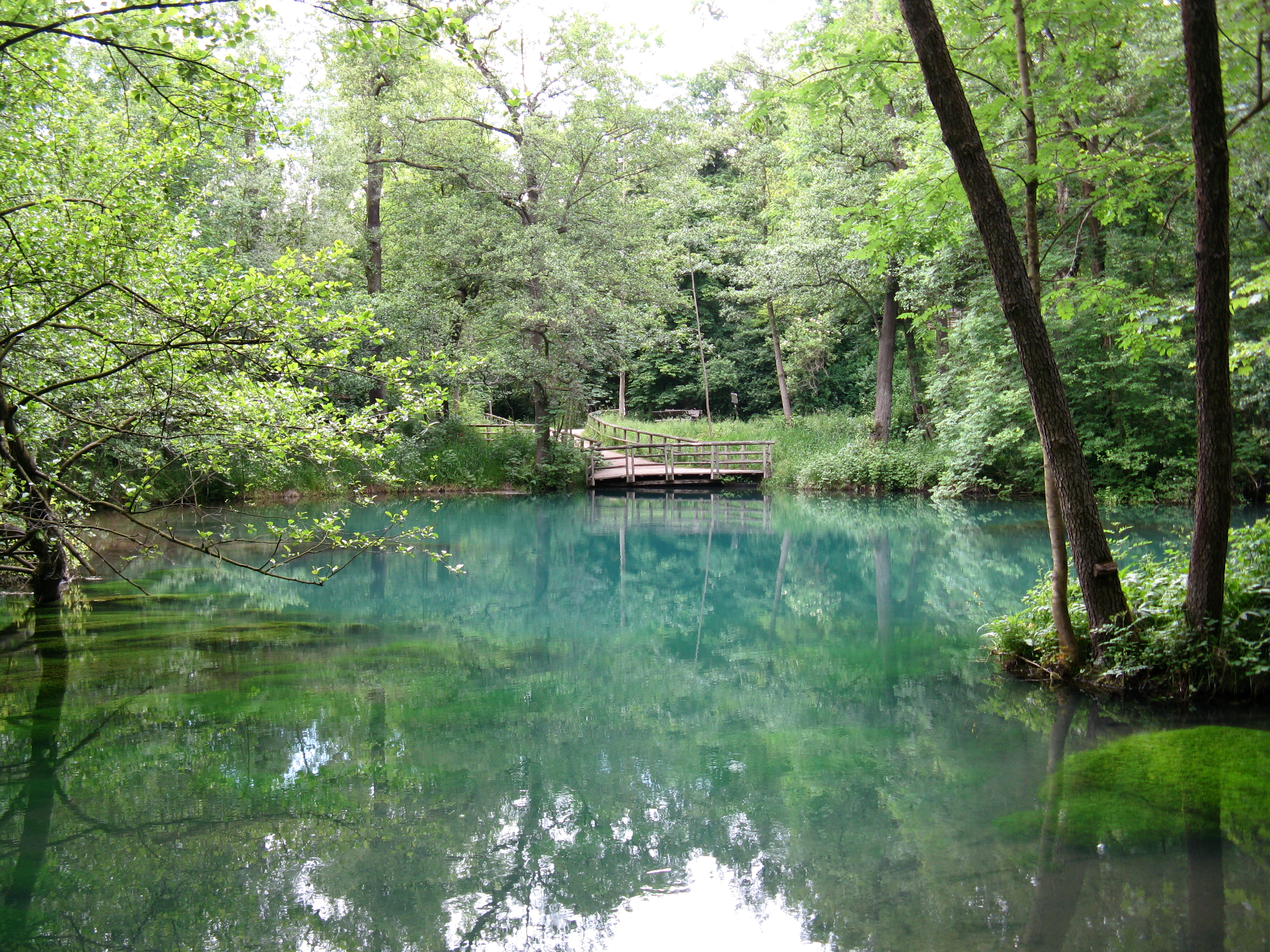
ルーメ川の水源池

### 位置
ルームシュプリンゲはウンターアイヒスフェルトの北東端、すなわちローテンベルク山の南端に位置しており、東から西にルーメ川上流部が流れている。中心地区から遠くない場所にルーメ川の水源があるが、水の湧出量は 5000 L/s に達し、ヨーロッパ最大のカルスト泉である。

### 隣接する集落
- リューダースハウゼン
- ヒルケローデ（ドゥーダーシュタット）
- ペールデ（ヘルツベルク・アム・ハルツ）

### 自治体の構成
ルームシュプリンゲ集落から北西に約 1 km 離れたリュトゲンハウゼン地区も、自治体としてのルームシュプリンゲに含まれる。

## 歴史
ルームシュプリンゲに関する最初の文献上の記録は、1250年の聖ゼバスティアン教会に対する寄進状に見られる。この後、この集落はしばしば文献に記録されているが、それらの中では特にルーメ川の魚の豊富さや農業について言及されている。1263年にペールデ修道院も、これらを目的としてルームシュプリンゲの農園を購入した。1310年に記録が遺る司祭 Johannes de Rumesspringe は、名声を享受し、後にアンベック市の助任司祭となった。1496年、この町はドゥーダーシュタットからビールを輸入することを2度許された。それは、聖霊降臨祭とクリスマスのためであった。
人々は古くからルーメ川の水力を利用していた。マインツ選帝侯の水車は、ひどい干ばつの際にも穀物を粉に挽くことができたと伝えられている。1625年にペストがルームシュプリンゲを襲い、町の司祭を含む多くの住民が犠牲となった。司祭ウーダーのフルッケによる図面は、当時どんな建物が存在していたかを示している。そこには、水車、ガラス工房、税関のある橋、教会が描かれている。1650年、ルームシュプリンゲには55世帯、170人以上が住んでいた。この町は遅くとも15世紀の初め以降はアムト・ギーボルデハウゼンに属した。1973年からリュトゲンハウゼンとともに1つの自治体となった。この町は、1971年からザムトゲマインデ・ギーボルデハウゼンに属している。

## 行政

### 議会
ルームシュプリンゲの町議会は13人の議員で構成されている。

### 首長
名誉職の町長バルバラ・ホーゼは、2019年2月8日に選出された。

### 紋章
図柄: 青地に、金のヒレを持つ銀のマス。その背後には、金の柄を持つ銀の三叉の魚用フォークが描かれている。

## 経済と社会資本

### 概論
近年まで、この町の税収は製紙会社とルーメ・ホテルに拠っていた。これにより、周辺の多くの町村とは対照的に、ルームシュプリンゲの収支は赤字がなかった。こうしたお金の助けによって、ヘルツベルク・アム・ハルツからの鉄道ブライヒェローデ・オスト − ヘルツベルク線は、魅力的な自転車道/遊歩道に造り替えられた。この道は、その後ヒルケローデ方面に延長され、これによりハルツ山地の広大なサイクリングやハイキングのツアー、あるいはドゥーダーシュタットへのアクセスが良くなった。

### ハルツ製紙工場ルームシュプリンゲ
ルーメ川水源近くの現在の製紙工場の場所に、ドゥーダーシュタットの企業家ルートヴィヒ・アウグスト・ヘルトヴィヒによって1828年に毛織物工場が設立された。この工場では、当時すでに紡績工程や縮絨工程にルーメ川の水力を利用しており、キャムレットの布地や特別な重いフランネルを手動式織機で生産していた。
この毛織物工場は1871年まで存続していたが、ルートヴィヒ・アウグスト・ヘルトヴィヒの後継者は、この工場を発展させることができなかった。この毛織物工場の債権者であるドゥーダーシュタットの銀行家 C.F.ヘルトヴィヒはすべての資産を引き取り、その広大な地所に元からあった建物を利用して製紙会社を設立した。1872年8月9日、ルームシュプリンゲ製紙会社は商業登録簿に登記された。ルーメ川の水力の他、500 馬力の蒸気動力装置を新たに設置した。1873年にはすでに40人の労働者で約 400 t の紙を生産していた。1928年には、この製紙会社は約 200 人の従業員を擁し、約 4500 t の紙を生産していた。当時も管理部門はドゥーダーシュタットにあった。紙製品価格下落の結果、1952年に再建案のコンクールが行われた。主要債権者の一人であるシュトゥットガルトのヴァルター・ゲルステンマイアーは信託会社とともにこの仕事を引き受けた。1954年2月にハルツ製紙工場GmbHが設立された。これ以後、紙は主に古紙から生産されるようになった。1955年には新たな共同出資者としてブレーメンのカール＝ハインリヒ・ジーファースがこの企業の経営に参加した。ハルツ製紙会社の製品はいわゆるシュレンツ紙（質の悪い紙）であった。従業員数はこの頃約 60 人となっていた。その後、この会社は何度も経営者を替え、最後の製紙工場所有者は ALBA AG であった。
2003年の中頃、再度の紙価格下落により破産手続きが執られ、これによりハルツ製紙会社は2003年に操業を停止した。製紙機械やその他の機械は、一部は解体され、売却された。これ以降、工場や事務所は空になり、投資家が募集され、旧製紙工場跡地に新しい工場が建設されている。

### ルーメ・ホテル
ルーメ・ホテルは、1964年5月13日にオープニング・セレモニーとともに営業を開始した。ホテルの建物は、当時で100万ドイツ・マルク以上の建設費を要した。ホテルとしての機能の他に、ルーメ・ホテルでは多くの教会行事やプライベートな祝宴が行われている。観光上の興味深いチャンスにもかかわらず、ルーメ・ホテルは営業が困難になり、2006年に主に経営上の問題から閉鎖された。閉鎖後、ルームシュプリンゲ町はホテルやそれに隣接する公園の新しい経営者を捜す努力をしている。

### 交通
ルーメシュプリンゲは、それぞれ異なる州道を経由して、ゲッティンゲンからヘルツベルク・アム・ハルツへの連邦道 B27号線やノルトハイムからドゥーダーシュタットへの連邦道 B247号線に接続する。

## 引用
1. ↑  Landesamt für Statistik Niedersachsen, LSN-Online Regionaldatenbank, Tabelle A100001G: Fortschreibung des Bevölkerungsstandes, Stand 31. Dezember 2023